# Nemzetiség
A nemzetiség egy adott állam területén az államalkotó nemzethez vagy nemzetekhez képest kisebbségben élő etnikai csoport. Ma körülbelül egymilliárd ember él a világon olyan helyzetben, hogy nem tartozik az államalkotó néphez, hanem nemzeti vagy etnikai kisebbség tagjaként él. A nemzetiség általánosságban társadalmi, területi, politikai és nyelvi fogalom.
A nemzetiség ezenkívül jelentheti egyszerűen egy adott személy nemzeti hovatartozását is. (Például Petőfi magyar, Eminescu román „nemzetiségű” költő volt.)

## Típusai
A nemzetiség két típusa:
- Nemzeti kisebbség: Egy adott társadalom azon tagjainak csoportja, akik nem a többségi nemzettel azonosulnak, hanem egy olyan másik nemzettel, amelynek van állama vagy ennek létrehozására törekszik.
- Etnikai kisebbség: Minden egyéb olyan kisebbségben élő népcsoport, amely nem határozható meg a modern nemzet fogalmával, de amelynek tagjai a többségétől jelentősen eltérő közös kulturális identitással bírnak. Vagy éppen nemzeteken átnyúló identitást mutatnak (például a több különböző anyanyelvvel rendelkező romák vagy a zsidók).

## Történelem
Történelmileg a nemzetiségek alakulását az országok területének, határainak megváltoztatása és a népvándorlás (emigráció és immigráció, azaz a ki- és bevándorlás) határozta meg. A nemzetiségek kialakulása a demográfiai és politikai változások természetes velejárója, de következményeit illetően eltérő társadalmi problémát, konfliktusokat jelent a népesség különböző csoportjai között.
Ahol a nemzetiség egy tömbben élő nemzetet vagy népcsoportot jelent, ott a fennmaradása szempontjából az az egyik fő kérdés, hogy ahol él, ott letelepedett-e, vagyis rendelkezik-e földtulajdonnal és/vagy ingatlannal. A más etnikumú lakosságnak a földről (lakóhelyről) való elüldözése a népirtás kategóriájába tartozik.
A volt gyarmatok őslakóinak leszármazottait a legtöbb modern, ipari társadalom "törzseknek" tekinti, és a velük való együttélést oktatási és civilizációs (értsd: népegészségügyi kérdésnek tartja. A "közös hont" illetően állampolgári jogokról igen, földtulajdonjogokról nem esik említés. Léteznek viszont kijelölt lakóhelyek, rezervátumok és telepek, táborok. A világon számtalan etnikai kisebbség él ilyen változó, hontalan státuszban.
Európában a nemzetiségek ügye pártpolitikai, sőt Európai Uniós politikai témává vált, számos kisebbségvédelmi szervezet (pl. ombudsman, kisebbségi önkormányzat) foglalkozik velük a társadalmi béke és együttélés elősegítése érdekében.